# クルサフォンティア
クルサフォンティア（Crusafontia）は、中生代白亜紀前期に生息した絶滅哺乳類の属。哺乳綱・獣亜綱・ドリオレステス目（汎獣目とされることも）。

## 特徴
体長10cmでリスの様な姿と暮らしをしていたとみられる。再現図はジュラ紀後期の近縁種の完全に近い骨格に基づいている。クルサフォンティアの歯は少数しか見つかっていないが、臼歯の特徴からおそらくは植物食及び昆虫食に適化していたと推定される。枝に巻き付けられる長い尾は樹上性であることを示す。寛骨から見るに、クルサフォンティアの幼獣は未熟児で産まれ有袋類の持つ様な育児嚢の中で育てられていたとする意見もある。しかし有袋類であっても一部のオポッサムのように袋を持たぬものも存在するため、その有無は定かではない。